# Félix Danjou
Félix Danjou /feˈliks dɑ̃ˈʒu/ (Parigi, 21 giugno 1812 – Montpellier, 4 marzo 1866) è stato un organista e compositore francese.

## Biografia
Allievo di François Benoist, professore della prima classe di organo al Conservatorio di Parigi, divenne organista nella Chiesa di Saint-Eustache di Parigi (1834) e della cattedrale di Notre-Dame (dal 1840 al 1847).
Allo stesso modo contribuì considerevolmente alla rinascita del canto gregoriano. Da una parte, nel 1845 fondò la Revue de la musique religieuse, populaire et classique, con lo scopo di migliorare la qualità della musica sacra dell'epoca e per ritornare alle fonti storiche. Dall'altra, intraprese un viaggio in Italia nel 1847 per cercare manoscritti antichi. In particolare, nello stesso anno Félix Danjou scoprì un manoscritto molto importante nella biblioteca della Facoltà di medicina di Montpellier. Si tratta di una notazione alfabetica dell'XI secolo nella quale tutti i neumi sono accompagnati dalla notazione alfabetica A-P detta di Guillaume de Volpiano.
Fu inoltre azionario e principale promotore della ditta organaria Daublaine & Callinet, per mezzo della quale tentò di imporre la propria estetica organistica personale.
Domiciliato in rue Notre-Dame-des-Victoires 44, assistette, nel 1860, al Congresso per la restaurazione del canto gregoriano e della musica da chiesa.

## Antifonario di Saint-Bénigne di Digione

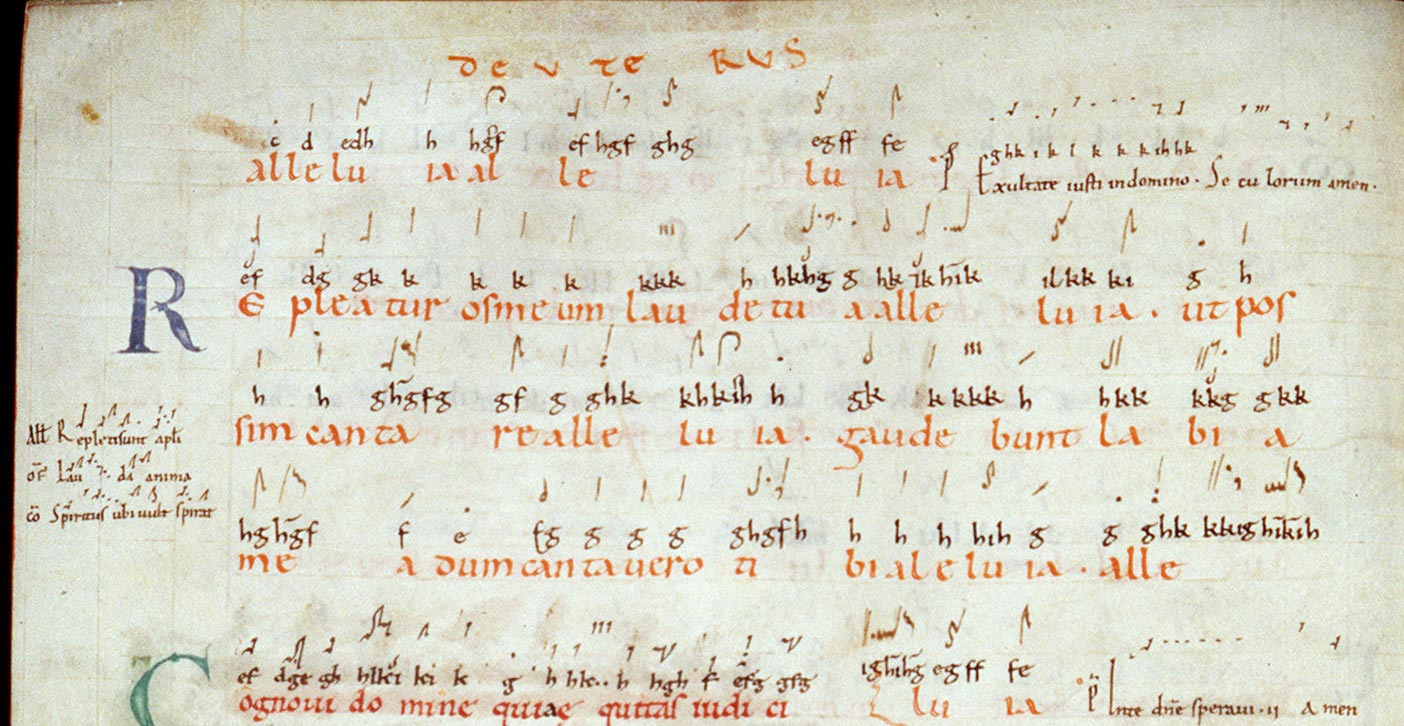
Manoscritto di Montpellier, H. 159.

L'Antifonario di Saint-Bénigne di Digione fu scoperto da Félix Danjou il 18 dicembre 1847. Prima di questa scoperta, egli aveva cercato manoscritti antichi di canto gregoriano negli archivi in Italia. Se non avesse fatto una deviazione a Montpellier prima di rientrare a Parigi, questa stele di Rosetta musicale sarebbe rimasta ignota.
Non è sicuro che, precedentemente, i musicologi potessero decifrare i neumi antichi, senza linee. A metà del XVIII secolo l'abate Léopold Poisson insisteva correttamente che la restaurazione del canto gregoriano dovesse essere effettuata secondo i manoscritti dei secoli IX, X e XI. Tuttavia, secondo don Eugène Cardine dell'abbazia di Solesmes, fondatore della semiologia gregoriana, questi neumi restavano indecifrabili. Quindi, se Danjou non avesse ritrovato questo prezioso manoscritto, la restaurazione del canto gregoriano sarebbe stata difficile nel XIX secolo.
Difatti, in seguito a questa scoperta, il Graduale romano (edizione remo-cambresiana) fu pubblicato, alla nuova luce di questo manoscritto, nel 1851. Inoltre, il celebre Liber gradualis, pubblicato nel 1883 e base dell'Edizione vaticana, beneficiò delle scoperte dell'antifonario di Digione.

## Onorificenze
- Cavaliere della Legion d’onore
- Cavaliere dell'Ordine nazionale al merito
- Ufficiale dell'Ordine delle arti e delle lettere
- Cavaliere dell'Ordine delle Palme accademiche